# Дарьино (Тверская область)
Да́рьино — деревня в Старицком районе Тверской области. Относится к Берновскому сельскому поселению. До 2006 года центр Дарьинского сельского округа.
Расположена в 35 километрах к северо-западу от районного центра Старица, на развилке двух шоссейных дорог районного значения Старица — Берново и Старица — Луковниково.
В Дарьино братская могила воинов, павших в годы Великой Отечественной войны.

## История
В 1859 г. современная д. Дарьино входила в состав Павликовской волости Старицкого уезда и делилась на 2 деревни — Малое Дарьино, в котором было 34 хозяйства и Большое Дарьино, в котором было 24 хозяйства. 
В 1882 г. в деревне было открыто земское однокдассное училище со сроком обучения 4 года. В 1886—1887 учебном году в училище обучались 113 учеников (100 мальчиков и 13 девочек). Дети ходили в школу из дд. Дарьино, Большое Дарьино, Кузнецовка, Анцинориха, Мосеево, Крутцы. В школьной библиотеке было 150 книг. В 1910—1911 учебном году в училище обучались 129 учеников (64 мальчика и 65 девочек).
В 1915 г. в с. Дарьино было ок. 150 крестьянских хозяйств. Здесь находились: почтово-телеграфное отделение, камера земского начальника 5-го участка, страховое земское агентство, земское начальное училище, казенная винная лавка, несколько крупных торговых и чайных лавок.
Среди села стояла довольно обширная деревенская церковь, построенная в 1870 г. на средства прихожан, с тремя престолами — во имя Рождества Христова, правый — во имя иконы Казанской Божьей Матери и левый — во имя «иконы Божьей Матери Достойно есть». Побывавший здесь в 1915 г. старицкий краевед Иван Крылов писал: «Все древние иконы, по преданию, были перевезены из Старицкой Преображенской церкви, когда в ней служил старостой В. И. Чернятин-Конский». Прихожане церкви были из с. Дарьина, дд. Кузнецовка, Мосеево, Большое Дарьино, Анцинориха, Крутцы, Тепляшино, Сергино.
В 1901 г. в приходе было 360 хозяйств, в которых проживали 2565 человек. Священником в церкви был Иоанн Иоаннович Преображенский, 65-ти лет, дьяконом служил Леонид Алексеевич Каменский, 32-х лет, псаломщиком — Иван Михайлович Свитушков, 33-х лет.

## Население
| 1859 | 1886 | 1919 | 1997 | 2002 | 2010 |
| ---- | ---- | ---- | ---- | ---- | ---- |
| 453  | ↗546 | ↗805 | ↘179 | ↘149 | ↘132 |